# Сопиле
Сопиле је стари инструмент сличан данашњој обои. Овај инструмент је данас сачуван на подручју Кварнера, Каставштине, Винодола те на отоку Крку.

## Историјат
Сопиле су наследиле стари европски инструмент шалмај, који је постојао негде крајем средњег века. Тај инструмент је имао дупли ударни језичак у писку и чуњасту дупљу дуж читавог инструмента. Инструмент се временом изгубио, а заменила га је обоа. Тај шалмај је остао у мањим деловима Европе (нпр. у Швајцарским Алпима и у Абрузима у Италији где се зове "пиферо " и у Истри и Кварнеру.

## Структура
Сопила има дупли ударни језичак направљен од трске и конусна, чуњаста свирала направљена од дрвета. Делови сопиле су: писак, шпулет, пребиралица и крило. Постоје велика и мала сопила, дебела или танка јер се сопиле увек свирају у пару. Сопила има врло продоран звук и врло интересантне могућности.